# Ochridaspongia interlithonis
Ochridaspongia interlithonis är en svampdjursart som beskrevs av Arndt 1937. Ochridaspongia interlithonis ingår i släktet Ochridaspongia och familjen Malawispongiidae.
Artens utbredningsområde är havet utanför Albanien. Inga underarter finns listade i Catalogue of Life.